# Aleurodiscus ilexicola
Aleurodiscus ilexicola är en svampart som beskrevs av Bernicchia & Ryvarden 1988. Aleurodiscus ilexicola ingår i släktet Aleurodiscus och familjen Stereaceae.   Inga underarter finns listade i Catalogue of Life.